# デスフォレスト 恐怖の森
『デスフォレスト 恐怖の森』（デスフォレスト きょうふのもり）は、Kazz製作のホラーゲーム『DeathForest〜森からの脱出〜』を原作とする日本映画シリーズ。2014年12月20日に第1作が公開され、その後第5作まで制作された。

## デスフォレスト 恐怖の森
2014年12月20日公開。監督は一見正隆。日本スカイウェイ、コピーライツファクトリー製作。NSW配給。

### ストーリー（1）
季節外れのキャンプを楽しんだ後の帰路につく途中、近道と思われる森の中の一本道を進んでいたところ、突然ボンネットから煙が吹き出し車が故障、立ち往生してしまう。途方に暮れていると、そこに何者かに怯えた様子の男が現れる。ここへ来たことを後悔すると恐怖に震え、車に閉じこもってしまう。
男の態度に不安を覚えたその時、赤い血に染まった不気味な生き物が現れる。

### キャスト（1）
- 紗季 - 緑川百々子[1][2][3][4]
- 彩香 - 大野愛友佳[1][2][3][4]
- 雅也 - 田中克憲[1][2][3][4]
- タカシ - 田島匠悟[1][2][3][4]
- 長谷川刑事 - 木田弘一[1][2][3][4]
- 長谷川の先輩の刑事 - 平家和典[1][2][3][4]
- 謎の老婆・斎藤 - 下東久美子[1][2][3][4]
- 内田一輝 - 川岡大次郎[1][2][3][4]

### スタッフ（1）
- 監督・脚本 - 一見正隆[1][2][3][4]
- 原作 - Kazz[1][2][3][4]
- 撮影 - 佐藤雅人[1][2][3][4]
- 音楽 - Flatstrait Smith[1][2][3][4]
- 録音 - 西垣太郎[1][2][3][4]
- 照明 - 稲葉俊充[1][2][3][4]
- 衣装・ヘアメイク - 平岡美樹[2][3][4]
- 制作担当 - 石井翔[1][2][3][4]
- 助監督 - 森克行[1][2][3][4]
- VFXスーパーバイザー - 大槻直貴[1][2][3][4]
- 特殊メイク - 土肥良成 [1][2][3][4]

### DVD
2015年1月7日発売。
- 発売元 - ブロードウェイ
- 販売元 - ブロードウェイ

## デスフォレスト 恐怖の森2
2015年3月21日公開のシリーズ第2弾。前作と同じく一見正隆が監督を務めた。主演は、グラビアモデルの倉持由香。

### ストーリー（2）
オシロをはじめとする演劇部員は、部活動の合宿で薄暗い森の麓に建つ、取り壊される予定の旧校舎に来ていた。
合宿当日に顧問から新入部員を紹介されるが、ろくに稽古もしない問題児であり、勝手に教室から抜け出し日が暮れても戻って来ない。
日が沈んで暗くなるにつれ異様な雰囲気を感じていたが、ほかに誰もいないはずの旧校舎の職員室前で目にしたものは、ナイフを手にした新入部員と傍らの死体、そして巨大な顔の怪物であった。

### キャスト（2）
- キズキ - 倉持由香[5][6][7][8]
- 白川（オシロ） - 下垣真香[5][6][7][8]
- レイナ - 寺田安裕香[5][6][7][8]
- 橋本薫乃[5][6][7][8]
- 富田千晴[5][6][7][8]
- 南先生 - 鈴木賀央里[5][6][7][8]
- 男性教師 - 松永毅[5][6][7][8]
- 謎の老婆・斎藤 - 下東久美子[5][6][7][8]
- 内田一輝 - 川岡大次郎[5][6][7][8]

### スタッフ（2）
- 監督・編集 - 一見正隆 [5][6][7][8]
- 脚本 - 小川努[5][6][7][8]
- 原作 - Kazz[5][6][7][8]
- 製作 - 張江肇・鈴木ワタル[5][6][7][8]
- プロデューサー - 宮田生哉・岩村修[6][7][8]
- 撮影 - 岡崎孝之[5][6][7][8]
- 音楽 - 重盛康平[5][6][7][8]
- 照明 - 相馬大樹[5][6][7][8]
- 衣装・ヘアメイク - 平岡美樹[6][7][8]
- 助監督 - 米倉祐依[5][6][7][8]
- VFXスーパーバイザー - 大槻直貴[5][6][7][8]
- 特殊メイク - 土肥良成[5][6][7][8]
- 制作担当 - 水野峻[6][7][8]

### DVD（2）
2015年4月3日発売。
- 発売元 - ブロードウェイ
- 販売元 - ブロードウェイ

## デスフォレスト 恐怖の森3
2015年12月12日公開のシリーズ第3弾。鳥居康剛が監督し、女性アイドルグループの私立恵比寿中学の元メンバーである宇野愛海が主演を務めた。

### ストーリー
東京近郊の静かな町で暮らす真由は、東京に住む叔父を頼りに家出の計画を立てる。義父から受けている暴力から逃れるためだった。
東京へ向かう深夜バスに乗り込もうとしたとき、薄気味悪い老婆に行く手を阻まれてしまい、徒歩での暗い人気のない峠越えを余儀なくされる。
叔父の一輝は巨大な顔の怪物の正体を探っている折、姪の真由が家出をしたという電話を受ける。
捜索をする途中、山道で真由の携帯を発見するが、携帯に残された画像に写り込んでいたのは、あの巨大な顔の怪物であった。

### キャスト（3）
- 内田真由 - 宇野愛海[9][10][11][12]
- ユウキ - 三原大樹[9][10][11][12]
- ナツキ - 森田想[9][10][11][12]
- セイジ - 前田隆太朗[9][10][11][12]
- さがみひろこ  - 夏居瑠奈[9][10][11][12]
- 佳代の同棲相手 - 梶間広之[9][10][11][12]
- 謎の老婆・斎藤 - 下東久美子[9][10][11][12]
- 畠山 - 小野孝弘[9][10][11][12]
- 宇江山ゆみこ[9][10][11][12]
- 秋村里香 - 君島光輝[9][10][11][12]
- 白川（オシロ） - 下垣真香[9][10][11][12]
- 内田一輝 - 川岡大次郎[9][10][11][12]

### スタッフ（3）
- 監督・撮影・編集 - 鳥居康剛[9][10][11][12]
- 脚本 - 小此木聡[9][10][11][12]
- 原作 - Kazz[9][10][11][12]
- 製作 - 張江肇・鈴木ワタル[9][10][11][12]
- プロデューサー - 宮田生哉・岩村修[9][10][11][12]
- 音楽 - 中野哲郎[10][11][12]
- 録音 - 伊東俊平・織笠想真[9][10][11][12]
- 整音 - 綾智樹[10]
- 衣装・ヘアメイク - 平岡美樹[10][11][12]
- 制作進行 - 恩田成章[10][11][12]
- 助監督 - 山本英・田島康佑[10][11][12]
- VFX - Nicholas Lucas[10][11][12]
- 特殊メイク - 土肥良成[10][11][12]

### DVD（3）
2016年1月8日発売。
- 発売元 - ブロードウェイ
- 販売元 - ブロードウェイ

## デスフォレスト 恐怖の森4
2016年4月23日公開のシリーズ第4弾。監督は前作と同じく鳥居康剛。女性アイドルグループ、アイドルカレッジの冨田樹梨亜が映画初主演を務めた。

### ストーリー（4）
様々な犠牲を払いながらも巨大な顔の怪物を葬ることに成功した内田だったが、攻防の際に唯一の理解者・畠山が命を落としてしまう。
畠山は娘・沙織に茶色い封筒を託していたが、この世にいないはずの畠山から封筒を届けて欲しいといったメールが届く。畠山に会いに行こうとする沙織だったが、畠山がこの世にいないことを知っている内田が引き留めようとするも、失敗。
沙織は指定された廃墟へたどり着いたところで目にしたものは、不気味な老婆と異形の者たち、そして巨大な顔の怪物であった。

### キャスト（4）
- 沙織 - 冨田樹梨亜（アイドルカレッジ）[13][14][15][16]
- 秋村里香 - 君島光輝[13][14][15][16]
- 久美 - サイボーグかおり[13][14][15][16]
- 小杉紘太[13][14][15][16]
- 古澤武 - チャッピー大岩[13][14][15][16]
- 須藤勝子 - 吉永薫[13][14][15][16]
- 看護師 - 藤田あかり（GALETTe）[13][14][15][16]
- 内田一輝 - 川岡大次郎[13][14][15][16]
- ストーカー - 津久井俊博

### スタッフ（4）
- 監督・撮影 - 鳥居康剛[13][14][15][16]
- 脚本 - 小此木聡[13][14][15][16]
- 原作 - Kazz[13][14][15][16]
- 製作 - 張江肇・鈴木ワタル[13][14][15][16]
- プロデューサー - 宮田生哉・岩村修[13][14][15][16]
- 制作 - 工藤渉[14][15][16]
- 音楽 - YU NAMIKOSHI [13][14][15][16]
- 録音 - 植田中[13][14][15][16]
- 衣装・ヘアメイク - 平岡美樹[14][15][16]
- 助監督 - 山之内優[13][14][15][16]
- 特殊造形 - 土肥良成 [14][15][16]
- VFX - Nicholas Lucas[14][15][16]

### DVD（4）
2016年5月3日発売。
- 発売元 - ブロードウェイ
- 販売元 - ブロードウェイ

## デスフォレスト 恐怖の森5
シリーズ第5弾。ホラー映画『アイズ』の福田陽平と、アイズで脚本を担当した『青春群青色の夏』の田中佑和が共同監督を務め、アイドルユニットpaletの藤本結衣が映画初主演を務めた。2016年9月3日より、渋谷・ユーロスペースにて1週間限定のレイトショー上映された。

### ストーリー（5）
人々が行き交う渋谷スクランブル交差点、上空を指差しながら逃げ惑う数名の男女。
ここ数日、巨大な顔の怪物の目撃情報とともに、インターネット上では関連したキーワードが飛び交う。目撃した者は消滅してしまうとの都市伝説だったが、目撃情報と目撃者達の失踪が相次ぐようになる。
一方で、巨大な顔の怪物の真相に迫る直前で正体を追う気力を失った内田であったが、集団失踪事件の重要参考人として警察が行方を追うようになる。

### キャスト（5）
- 橋本結衣 - 藤本結衣（palet）[18][19][20][21]
- 安田帆花（黄金時代）[18][19][20][21]
- 木下愛華[18][19][20][21]
- 井桁弘恵[18][19][20][21]
- 遠藤耕介[18][19][20][21]
- 内田章文[18][19][20][21]
- 西洋亮[18][19][20][21]
- 岩松美穂[19][20][21]
- 庄八[18][19][20][21]
- 高崎二郎[19][20][21]
- 秋山依里[19][20][21]
- 銀次郎[19][20][21]
- カジ[19][20][21]
- 謎の老婆・斎藤 - 下東久美子[19][20][21]
- 奥咲姫[19][20][21]
- 内田一輝 - 川岡大次郎[18][19][20][21]

### スタッフ（5）
- 監督・脚本 - 福田陽平・田中佑和[18][19][20][21]
- 原作 - Kazz[18][19][20][21]
- 製作 - 張江肇・鈴木ワタル[19][20][21]
- プロデューサー - 宮田生哉・岩村修[19][20][21]
- 制作 - 綿貫仁・下山裕斗[19][20][21]
- 撮影 - 福田陽平[19][20][21]
- 録音 - 工藤渉[19][20][21]
- VFX - Nicholas Lucas[19][20][21]
- 特殊造形 - 土肥良成[19][20][21]

### DVD（5）
2016年10月5日発売。
- 発売元 - ブロードウェイ
- 販売元 - ブロードウェイ

## DVD-BOX
2016年1月8日発売。
収録作品　-　『デスフォレスト 恐怖の森』『デスフォレスト 恐怖の森2』『デスフォレスト 恐怖の森3』
- 発売元 - ブロードウェイ
- 販売元 - ブロードウェイ